# Piscu Vechi
Piscu Vechi es una comuna ubicada en el distrito de Dolj, Rumania.

## Superficie
Posee una superficie de 58,55 kilómetros cuadrados.

## Demografía
Hasta 2021 la población era de 2370 habitantes, con una densidad de población de 40,48 habitantes por kilómetro cuadrado.